# Leis da física
Leis da física ou leis naturais é um enunciado de uma verdade científica, assim compreendida no âmbito de um paradigma científico. Forçosamente, tal enunciado deve ser um reconhecimento e a expressão, através do método científico, de um conhecimento "sugerido" por ocorrências sistêmicas de mesma natureza, interligadas, bem regulares e abrangentes no escopo em questão, sendo sua definição indissociável do conceito de teoria científica e da observação de fatos associados, portanto. Ressalta-se aqui que as leis científicas integram-se às teorias, mas não as definem, sendo as últimas estabelecidas por conceito mais abrangente. O uso de lei e teoria como sinônimos é, assim, incorreto.
Uma lei, por definição, tem certas características de generalidade e abrangência, e tem por tal geralmente um aspecto prático. Ademais do seu status de "lei", esta, como qualquer outra hipótese, deve ser e o é necessariamente falseável, no sentido de que pode ser refutada, tanto lógica como experimentalmente, apesar de, como o próprio status a qual faz jus indica, esperar-se que isto seja muito improvável ou mesmo, por limite, impossível de ocorrer. Em contrário, esta poderia ser enquadrada como dogma, algo inerente às crenças, mas não à ciência.[carece de fontes?]
É comum, embora não obrigatoriamente necessário, que uma lei natural seja expressa em termos matemáticos. Quando tal acontece, esta assume a feição de uma fórmula matemática, envolvendo uma relação entre duas ou mais grandezas físicas relevantes à descrição dos fenômenos a que se refere.[carece de fontes?]